# Peter Aalders
Peter Aalders (ur. 20 czerwca 1785 w Gorinchem, zm. 1834) – holenderski wojskowy, w latach 1813–1818 żołnierz armii brytyjskiej, od początku lat 20. XIX wieku osiadły w Nowej Szkocji.

## Życiorys
Urodził się jako syn Hendrika i Johanny z domu Dingslager. Został ochrzczony 26 czerwca tego samego roku w miejscowym zborze Holenderskiego Kościoła Reformowanego.
Po śmierci ojca, 25 czerwca 1791 roku, oraz ponownym zamążpójściu matki, Aalders opuścił rodzinne miasto. Przed 1811 rokiem wyemigrował z Holandii. Według rodzinnej tradycji uczestniczył po stronie francuskiej w kampanii rosyjskiej w 1812 roku, w tym w zajęciu Moskwy. Po dostaniu się do niewoli brytyjskiej, 21 września 1813 roku zaciągnął się w Portsmouth do armii brytyjskiej. Przydzielony został do 7. batalionu 60 pułku piechoty, w stopniu podoficera (colour sergeant).
Od 1814 roku stacjonował w Nowej Szkocji, gdzie przeniesiono jego jednostkę. We wrześniu tego roku brał udział w działaniach wojennych podczas wojny brytyjsko-amerykańskiej, uczestnicząc w ataku na północne terytoria Massachusetts (obecnie Maine).
Informacje o jego udziale w bitwie pod Waterloo w 1815 roku pojawiają się w przekazach rodzinnych, lecz brak na to potwierdzenia w dokumentacji wojskowej. W 1816 roku zawarł związek małżeński z Elisabeth Hetler (6 stycznia), a 18 października tego samego roku w Halifaksie urodziła się ich córka Johanna.
Aalders został zwolniony ze służby wojskowej 12 października 1818 roku w Portsmouth z zachowaniem prawa do świadczeń emerytalnych z uwagi na schorzenie – puchlinę wodną. Następnie wyemigrował z rodziną do Rotterdamu, a najprawdopodobniej w 1820 roku ponownie osiedlił się w Nowej Szkocji. W 1822 roku otrzymał nadanie ziemi w okręgu Sherbrooke, na obszarze współczesnego Aldersville w hrabstwie Lunenburg.
Cierpiał na przewlekłą puchlinę wodną, która doprowadziła do poważnych uszkodzeń wątroby. Zmarł w 1834 roku. Miejsce jego pochówku pozostaje nieznane.

## Rodzina
Peter Aalders miał liczne potomstwo. W linii męskiej byli to Henry, John Christopher, William George Alexander oraz ich zstępni, osiedleni m.in. w hrabstwach Kings i Hants. Miał również cztery córki: Johannę, Ann Elizę, Elizabeth oraz Mary Ann.